# Thomas Menamparampil
Thomas Menamparampil S.B.D. (sinh 1936) là một người Ấn Độ của Giáo hội Công giáo Rôma. Ông nguyên là Tổng giám mục chính tòa Tổng giáo phận Guwahati. Ngoài chức danh Tổng giám mục Guwahati, ông còn đảm nhận nhiều vị trí khác nhau như Giám mục chính tòa Giáo phận Dibrugarh, Giám mục chính tòa Giáo phận Guwahati và Giám quản Tông Tòa Giáo phận Jowai.

## Tiểu sử
Tổng giám mục Thomas Menamparampil sinh ngày 22 tháng 10 năm 1936, tại Palai, thuộc Ấn Độ. Sau quá trình tu học dài hạn tại các cơ sở chủng viện theo quy định của Giáo luật, ngày 2 tháng 5 năm 1965, Phó tế Menamparampil, 29 tuổi, tiến đến việc được truyền chức linh mục. Tân linh mục là một linh mục của Dòng Sa-lê-điêng Don Bosco, viết tắt S.D.B.
Sau hơn 15 năm thực thi hành các công việc mục vụ trên cương vị là một linh mục, ngày 19 tháng 6 năm 1981, tin tức từ Tòa Thánh công bố tuyển chọn linh mục Thomas Menamparampil, 45 tuổi, gia nhập Giám mục đoàn Công giáo hoàn vũ, với vị trí được trao phó là Giám mục chính tòa Giáo phận Dibrugarh. Lễ tấn phong cho vị giám mục tân cử được cử hành cách trọng thể sau đó vào ngày 29 tháng 11 sau đó, với phần nghi thức chính yếu của việc được truyền chức được cử hành cách trọng thể bởi 3 giám mục chủ sự. Chủ phong cho vị tân giám mục là Tổng giám mục Hubert D'Rosario, S.D.B.. Hai vị còn lại, với vai trò phụ phong, gồm có Giám mục Orestes Marengo, S.D.B., nguyên Giám mục chính tòa Giáo phận Tezpur, Giám quản Tông Tòa Giáo phận Jowai và Giám mục Orestes Marengo, S.D.B., Giám mục chính tòa Giáo phận Tezpur. Tân giám mucchoi5n cho mình châm ngôn:At your word I will let down the net.
Hơn 10 năm làm Giám mục Dibrugarh của Giám mục Thomas Menamparampil đột ngột chấm dứt bằng quyết định của Tòa Thánh, thuyên chuyển Giám mục này làm Giám mục chính tòa Giáo phận Guwahati. Các quyết định trên được công bố cách rộng rãi vào ngày 30 tháng 3 năm 1992. Ba năm sau đó, Giáo phận Guwahati được Tòa Thánh thông báo nâng lên hàng Tổng giáo phận. Cùng với tin tức trên và quyết định của Tòa Thánh xác nhận việc tái bổ nhiệm Giám mục Menamparampil, làm Giám mục quản lý giáo phận, với chức danh mới là Tổng giám mục chính tòa. Các quyết định này công bố vào ngày 10 tháng 7 năm 1995.
Sau gần 20 năm tại Guwahati, Tổng giám mục Menamparampil từ nhiệm, và Tòa Thánh chấp thuận sau đó vào ngày 18 tháng 1 năm 2012. Sau khi hồi hưu, Tổng giám mục Menamparampil còn giữ chức danh Giám quản Tông Tòa Giáo phận Jowai từ ngày 3 tháng 2 năm 2014 đến ngày 15 tháng 10 năm 2016.